# Chiclana de la Frontera (kommunhuvudort)
Chiclana de la Frontera är en kommunhuvudort i Spanien.   Den ligger i provinsen Provincia de Cádiz och regionen Andalusien, i den södra delen av landet, 500 km söder om huvudstaden Madrid. Chiclana de la Frontera ligger 42 meter över havet och antalet invånare är 77 293.
Terrängen runt Chiclana de la Frontera är platt. Runt Chiclana de la Frontera är det tätbefolkat, med 257 invånare per kvadratkilometer. Närmaste större samhälle är Cádiz, 17,9 km nordväst om Chiclana de la Frontera. Trakten runt Chiclana de la Frontera består till största delen av jordbruksmark.